# Ted Kotcheff
William Theodore Kotcheff (ur. 7 kwietnia 1931 w Toronto; zm. 10 kwietnia 2025 w Nuevo Vallarta) – kanadyjski reżyser i producent filmowy, bułgarskiego pochodzenia. Jego najbardziej znane filmy to: Rambo – Pierwsza krew (1982) i Niespotykane męstwo (1983) oraz kilka odcinków erotycznego serialu Pamiętnik Czerwonego Pantofelka.
Dwukrotnie miał okazję wystąpić w filmach – Weekend u Berniego (1989) i Pierwsza strona (2003).
Zmarł 3 dni po swoich 94. urodzinach, 10 kwietnia 2025 w ośrodku wypoczynkowym Nuevo Vallarta w Meksyku na skutek niewydolności serca.

## Filmografia

### Filmy
- 1962: Tiara Tahiti
- 1965: Life at the Top
- 1967: The Desperate Hours
- 1968: Of Mice and Men
- 1969: Dwaj dżentelmeni we wspólnym mieszkaniu (Two Gentlemen Sharing)
- 1971: Na krańcu świata (Wake in Fright)
- 1974: Billy Dwa Kapelusze (Billy Two Hats)
- 1974: Kariera Duddy Kravitza (The Apprenticeship of Duddy Kravitz)
- 1977: Dick i Jane (Fun with Dick and Jane)
- 1978: Kto wykańcza europejską kuchnię? (Who Is Killing the Great Chefs of Europe?)
- 1979: Czterdziestka z North Dallas (North Dallas Forty)
- 1982: Fałszywa wiara (Split Image)
- 1982: Rambo – Pierwsza krew (First Blood)
- 1983: Niespotykane męstwo (Uncommon Valor)
- 1982: Joshua dawniej i dziś (Joshua Then and Now)
- 1988: Za kamerą (Switching Channels)
- 1989: Zimowi ludzie (Winter People)
- 1989: Weekend u Berniego (Weekend at Bernie's)
- 1992: Szalona rodzinka (Folks!)
- 1995: Strzelec wyborowy (The Shooter)

### Filmy TV
- 1961: I'll Have You Remember
- 1966: The Human Voice
- 1967: The Desperate Hours
- 1968: Of Mice and Men
- 1972: Lights Out
- 1973: Rx for the Defense
- 1993: What Are Families for?
- 1994: Miłość w biegu (Love on the Run)
- 1995: Rodem z policji (Family of Cops)
- 1996: Mąż, żona i kochanek (Family of Cops)
- 1997: Porzucone serca (Borrowed Hearts)
- 1999: Uciec przed samym sobą (Crime in Connecticut: The Story of Alex Kelly)

### Seriale
- 1956: On Camera (wymieniony jako W.T. Kotcheff)
- 1957: Hour of Mystery
- 1962-1963: BBC Sunday-Night Play
- 1963: ITV Television Playhouse
- 1963: Espionage
- 1963-1964: First Night
- 1964: Drama 64
- 1958-1964: Armchair Theatre
- 1966-1967: ABC Stage 67
- 1969: ITV Playhouse
- 1971: ITV Saturday Night Theatre
- 1971-1972: Play for Today
- 1975: Performance
- 1992: Pamiętnik Czerwonego Pantofelka (Red Shoe Diaries)
- 2000: Buddy Faro
- 2000-2005: Prawo i bezprawie (Law & Order: Special Victims Unit)